# الفالوجا (قرية)
قرية الفالوجا هي إحدى القرى التابعة لمركز بدر في محافظة البحيرة في جمهورية مصر العربية. حسب إحصاءات سنة 2006، بلغ إجمالي السكان في الفالوجا 1903 نسمة، منهم 976 رجل و927 امرأة.